# Senec (Eslovaquia)
Senec (en alemán: Wartberg) es una ciudad de Eslovaquia, capital de distrito de Senec en la región de Bratislava.

## Demografía
| Año        | 1994   | 2004    | 2014     | 2024     |
| ---------- | ------ | ------- | -------- | -------- |
| Población  | 14 831 | 15 193  | 18 208   | 20 234   |
| Diferencia |        | +2,44 % | +19,84 % | +11,12 % |

| Año        | 2023   | 2024    |
| ---------- | ------ | ------- |
| Población  | 20 192 | 20 234  |
| Diferencia |        | +0,20 % |